# Reichsburg
En Reichsburg (rigsborg) eller kejserborg var en borg opført på befaling af – eller erhvervet af – Romernes Konge eller den Tysk-romerske kejser på jord ejet af kronen (Reichsgut).
Mens konger og kejsere i det tidlige middelalderlige Frankerriget og i det tidlige Tysk-romerske rige rejste rundt i riget med deres omrejsende hof og brugte deres Kaiserpfalz (kejserpaladser) som opholdssteder, blev de svagt befæstede pfalzen fra 1200-tallet gradvist erstattet af egentlige kejserborge. Befæstningen af kejserpaladser var dog allerede begyndt under Hohenstaufen-dynastiet, hvilket ses i 3D-rekonstruktionen af det borglignende kejserpalads i Haguenau, opført af kejser Frederik Barbarossa i midten af 1200-tallet.
Efter Hohenstaufen-dynastiets fald og under interregnum-perioden svækkedes kongemagten betydeligt. Fyrster og biskopper forsøgte at udvide deres territorier, undertvang mindre adel, bekæmpede bystyret (patriciere og gilder) og tilegnede sig uretmæssigt kejserlige len, indkrævede told, udskrev nye skatter og sågar regalia. Fejder og røverbander blomstrede. I denne situation tilbød pfalzen ikke længere tilstrækkelig sikkerhed og blev forladt, ombygget eller forfaldt.
I stedet opførtes stærkt befæstede kejserborge – ofte som højborge (modsat pfalzen, som lå i lavlandet, byer eller ved floder). Eksempler er Nürnberger Burg og Reichsburg Trifels. Mange blev bygget i regioner med høj koncentration af rigsgods som Schwaben, Franken, Pfalz og Alsace. Konger opholdt sig også ofte i trofaste fries rigsstæder.
I modsætning til Frankrig og England, hvor kongelige hovedresidenser blev centraliseret og begyndt at udvikle sig til hovedstæder fra 1200-tallet og frem (fx Palais de la Cité, Palace of Westminster), skete dette ikke i det tysk-romerske rige, som fastholdt traditionen med valgkongedømmet og derved fik konger fra vidt forskellige regioner
Ønsket om at kontrollere riget og dets oprørske regionale herskere, gjorde at de tysk-romerske kejsere ikke kunne begrænse sig til deres hjemegn og deres private paladser. Som følge heraf fortsatte konger og kejsere med at rejse rundt i riget langt op i moderne tid.
Forvaltningen af disse borge og det omkringliggende jord, blev overdraget til kejserlige ministerialis eller burgmann – kendt som Reichsministerialen.

## Eksempler

### Tyskland
Baden-Württemberg
- Reichsburg Breisach (Breisach am Rhein)
- Reichsburg Grüningen (Markgröningen)
- Burg Stettenfels (Untergruppenbach)
- Burg Reichenstein (Neckargemünd)
- Burg Flochberg (Bopfingen)[3]

Bayern
- Nürnberger Burg (Nürnberg)
- Rothenburg (Rothenburg ob der Tauber)
- Burg Harburg (Harburg (Schwaben))[4]
- Burg Alerheim (Alerheim)[5]
- Burg Wallerstein (Wallerstein)[6]
- Burg Königsberg (Königsberg)
- Burg Wildenberg (Preunschen)
- Burgstall Schwedenschanze (Cham)

Hessen
- Boyneburg (Wichmannshausen)
- Kaiserpfalz Gelnhausen (Gelnhausen)
- Burg Rödelheim (Rödelheim)
- Burg Friedberg (Friedberg)
- Burg Hayn (Dreieichenhain)
- Burg Kalsmunt (Wetzlar)
- Burg Münzenberg (Münzenberg)

Niedersachsen
- Harliburg (Vienenburg)
- Harzburg (Bad Harzburg)

Nordrhein-Westfalen
- Burg Berenstein (Bergstein)

Rheinland-Pfalz
- Ramburg (Ramberg)
- Reichsburg Cochem (Cochem)
- Reichsburg Landskron (Bad Neuenahr-Ahrweiler)
- Reichsburg Trifels (Annweiler)
- Burg Berwartstein (Erlenbach bei Dahn)
- Burg Guttenberg (Oberotterbach)
- Burg Hammerstein (Hammerstein)
- Burg Kübelberg (Schönenberg-Kübelberg)
- Burg Landeck (Klingenmünster)
- Burg Landskron (Oppenheim) (Oppenheim)
- Burg Lindelbrunn (Vorderweidenthal)
- Burg Meistersel (Ramberg)
- Schloss Schöneck (Boppard)
- Wegelnburg (Schönau)
- Wildburg (Sargenroth)

Saarland
- Burg Kirkel (Neuhäusel)

Sachsen
- Burg Döben (Grimma, Ortsteil Döben)
- Burg Mylau (Mylau)

Sachsen-Anhalt
- Alter Falkenstein (Falkenstein/Harz)
- Beyernaumburg (Beyernaumburg)

Thüringen
- Reichsburg Kyffhausen (Steinthaleben)

### Frankrig
- Burg Girbaden (Mollkirch, Département Bas-Rhin)
- Château du Haut Koenigsbourg (Orschwiller, Département Bas-Rhin)
- Château de Kaysersberg (Département Haut-Rhin)
- Château de Pflixbourg (Wintzenheim, Département Haut-Rhin)

### Schweiz
- Burg Gümmenen (Gümmenen, Kanton Bern)
- Burg Nydegg (Bern, Kanton Bern)
- Burg Weissenau (Unterseen, Kanton Bern)

### Italien
- Castello dell'Imperatore i Prato, Toscana